# 格盧希夫德魯吉
50°32′8″N 29°12′1″E / 50.53556°N 29.20028°E
格盧希夫德魯吉（烏克蘭語：Глухів Другий）是烏克蘭北部的村莊，隸屬日托米爾州的日托米爾區。該村面積0.38平方公里，海拔高度176米，2001年人口91，人口密度每平方公里242.02人。